# Screening (medicină)
Screeningul este examinarea inițială, aplicată „în masă”, care constă în aplicarea unui ansamblu de procedee și tehnici de investigație unei populații în scopul identificării prezumtive a unei boli, anomalii sau a unor factori de risc.

## Obiectivele screening-ului
- Dezideratul major al acțiunii de screening este descoperirea precoce a bolilor, evidențierea lor într-un stadiu incipient. Pentru ca eficacitatea și eficiența intervențiilor să fie mai mare tratamentele efectuate în stadiile precoce ale bolii să fie mai ieftine și mai eficace.
- Detectarea bolii neaflată sub tratament!

## Ipoteza de lucru
- Screeningul pleacă de la ipoteza că într-o populație există boli și bolnavi necunoscuți datorită unor nevoi

neresimțite, neexprimate sau nesatisfăcute. 
- Testul screening nu are ca scop fixarea unui diagnostic ci mai degrabă identificarea persoanelor ale căror teste sunt pozitive și cărora le vor fi recomandate examinări medicale complete în vederea stabilirii unui diagnostic sigur.

## Tipuri de screening
În funcție de mărimea colectivității căreia I se adresează sau de mijloacele de investigare utilizate, screening-ul, sau depistarea se consider screening de masă sau screening selectiv. Screening-ul de masă constă  în folosirea unor mijloace de mare anvergură care se adresează unor grupuri mari de populație. Screening-ul selectiv se adresează grupurilor de populații expuse unor factori de risc,

## Scopurile screeningului
Printre scopurile screening-ului se numără 
- în cazul în care screening-ul a avut ca scop depistarea factorilor de risc;
- depistarea precoce a bolilor;
- determinarea prevalenței unor boli sau factori de risc;
- diagnosticul stării de sănătate a unei colectivități;
- evaluarea unor acțiuni, a unor programe;
- determinarea prezenței unor asociații.

## Criteriile de alegere ale bolilor care fac obiectul unui screening
- boala să constituie o problemă de sănătate;
- boala să fie identificabilă în etapa de latență sau de debut asimptomatic;
- să existe probe capabile să evidențieze afecțiunea;
- testul screening să fie acceptat de populație;
- să existe servicii disponibile pentru cei care sunt depistați că sunt bolnavi
- tratamentul să fie acceptat de bolnavi;
- costul acțiunii să nu fie prea mare.